# أس أر (لغة برمجة)
أس أر (SR) اختصار لـ Synchronizing Resourcesأي موارد متزامنة وهي لغة برمجة مصممة للبرمجة المتزامنة.
تغلف الموارد العمليات والمتغيرات المشتركة، ويمكن ترجمتها بشكل منفصل.وتوفر العمليات الآلية الأساسية لتفاعل العمليات.
توفر س أر دمج جديد لآلية الطلب وعمليات الخدمة.وبالتالي، تدعم استدعاء العمليات (procedure call)، الحاجز (rendezvous)، تمرير الرسائل(message passing)، عملية التكوين الدينميكي (dynamic process creation)، البث المتعدد (multicast)، الإشارات (semaphores)، والذاكرة المشتركة (shared memory)، محليا وعن بعد.
تم إضافة الإصدار 2.2 إلى أبولو، DECstation، Data General AViiON، HP 9000 Series 300، Multimax، نكست، بيه-ريسك، RS/6000، Sequent Symmetry، سجي إريس، Sun-3، Sun-4 وأخرى ات.

## وصلات خارجية
- لغة البرمجة أس أر